# 1985. Vad hände katten i råttans år?
1985. Vad hände katten i råttans år? är en svensk dokumentärfilm från 1985 sammansatt av tio korta filmer gjorda av lika många regissörer. 
Tio svenska regissörer gick 1984 samman i handelsbolaget Filmgrupp 10 HB för att tillsammans producera ett tidsdokument i filmens form. Filmen består av tio dokumentära kortfilmer som är mycket olika till innehåll och form. Filmen hade premiär på Folkets Bio i april 1985 och fick ett blandat mottagande.

## Medverkande regissörer och deras kortfilmer
- Gunila Ambjörnsson - Rörande granars inverkan på människors sinnesfrid
- Stig Björkman - Ackord
- Staffan Lamm - Skiss till filmen om mig själv
- Lennart Malmer - Besvärjelse för att driva ut förmörkad måne
- Solveig Nordlund - Heta linjen
- Christina Olofson  - Mötet med Flory
- Göran du Rées - Kärlek till trä
- Carl Slättne - Den avvisade skattebetalaren
- Maj Wechselmann - Sverige är inte kollektivt
- Lasse Westman - Lite mat ska man ha